# Johann Georg Dieffenbrunner

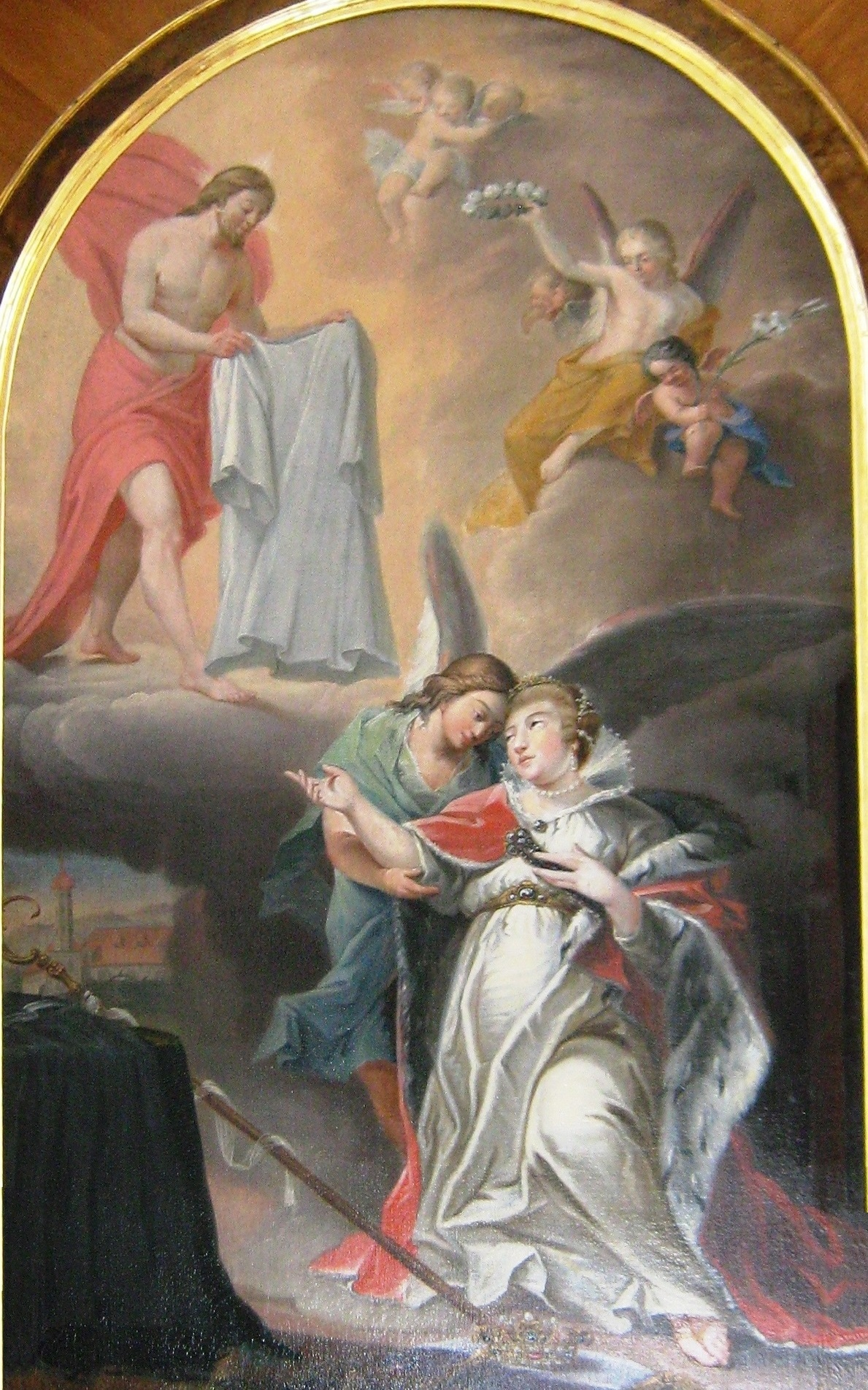
Retablo de la iglesia parroquial de Santa Aldegunda de Anhausen (Diedorf), 1746

Johann Georg Dieffenbrunner (Mittenwald, 4 de abril de 1718-Augsburgo, 5 de diciembre de 1785) fue un pintor rococó alemán. Trabajó en numerosas iglesias y capillas en Baviera.

## Biografía
Nació en una familia de artesanos. En 1746 se mudó a Augsburgo y aprendió a pintar en una escuela bajo la dirección de Johann Georg Bergmüller. Entre 1751 y 1754 trabajó en los frescos del santuario de San Miguel en Violau. De 1755 a 1759 trabajó en las abadías de Indersdorf y Gutenzell.
En la iglesia parroquial de Santa Aldegunda de Anhausen (Diedorf) hizo tres retablos. La pintura en el altar del lado izquierdo muestra a la santa Aldegunda cuando Jesús le da la túnica religiosa. La imagen está firmada por Dieffenbrunner en el año 1746 (Dieffenprunner pinxit 1746).
En 1765 trabajó en la iglesia parroquial de San Martín en Kleinberghofen (Erdweg). También trabajó en la iglesia parroquial de los Santos Cosme y Damián y la capilla de la Santa Cruz en Gutenzell-Hürbel, en Sulzdorf (1757), Vierkirchen (1767), Schiltberg (1773), Mühlhausen (1776), Aulzhausen (Santos Lorenzo e Isabel, 1776), Haunswies (Santiago el Mayor, 1777) y Oberweikertshofen (1778).